# Adrien Bondet
Adrien Bondet, né le 27 octobre 1830 à Coligny et mort dans cette même commune le 5 juillet 1909 , est un médecin français.

## Biographie
Adrien Bondet est externe en 1852, interne de 1853 à 1854 où il se lie d'amitié avec Louis Léopold Ollier. Chef de clinique de 1858 à 1860, médecin à l'Hôtel-Dieu de Lyon de 1860 à 1882 et professeur de clinique à la faculté de médecine de Lyon de 1884 à 1907.
Il obtient son doctorat en médecine en 1857, enseigne la pathologie interne de 1877 à 1884 et la clinique médicale de 1884 à 1907. Il est l’élève de Bénédict Teissier.

## Distinctions
Adrien Bondet est fait chevalier de la Légion d'honneur le 29 décembre 1885.